# The Theosophist
The Theosophist ist eine monatlich erscheinende theosophische Zeitschrift.
Die Zeitschrift erschien erstmals im Oktober 1879 und wird ohne Unterbrechung bis heute herausgegeben. Helena Petrovna Blavatsky rief das Blatt in Mumbai ins Leben, um die theosophische Idee einer breiteren Öffentlichkeit bekannt zu machen. Nach der Verlegung des Hauptquartiers der Theosophischen Gesellschaft von Mumbai nach Adyar 1882, machte auch das Blatt diesen Umzug mit und erschien seitdem an diesem Ort. Nach der ersten großen Spaltung der Theosophischen Gesellschaft 1895 infolge der Judge Case in die Theosophische Gesellschaft Adyar (Adyar-TG) einerseits und die Theosophische Gesellschaft in Amerika (heute Theosophische Gesellschaft Pasadena) andererseits, stellte die Zeitschrift das Sprachrohr der Adyar-TG dar und ist heute das offizielle Publikationsorgan dieser Gesellschaft.
Blavatsky fungierte von 1879 bis zu ihrer Abreise aus Indien 1885 als Herausgeberin, dann übernahm Henry Steel Olcott, in seiner Eigenschaft als Präsident der Theosophischen Gesellschaft, die Herausgabe. Später fungierte der jeweilige Präsident der Adyar-TG als Herausgeber, aktuell ist dies Radha Burnier. Von Beginn an wurde die in englischer Sprache erscheinende Zeitschrift in mehrere europäische und amerikanische Länder ausgeliefert und wird heute weltweit verschickt. The Theosophist enthält keinerlei Inserate oder Werbung, die Finanzierung erfolgt zum Teil über den Kaufpreis, in erster Linie aber durch die Adyar-TG, welche sich wiederum aus Spenden finanziert. Der Vertrieb erfolgt ausschließlich über den der Adyar-TG eigenen Verlag Theosophical Publishing House, auf dem Weg eines Abonnements. Der Verkauf über Kioske oder Trafiken ist nicht vorgesehen.
Neben theosophischen Themen werden, aus dem Blickwinkel der Theosophie betrachtet, Aufsätze und Artikel rund um Philosophie, Kunst, Literatur, Okkultismus und Spiritualismus behandelt. Die Verfasser sind in der Regel namhafte Theosophen oder der Theosophie nahestehende Personen.